# Ґурджаані (село)
Ґурджаані (груз. გურჯაანი) — село в Грузії.
За даними перепису населення 2014 року в селі проживає 3738 осіб.